# Olympische Sommerspiele 2020/Wasserball/Qualifikation
Für die olympischen Wasserballturniere 2020 konnten sich sowohl bei den Männern als auch bei den Frauen 12 Mannschaften qualifizieren.

## Herren

### Übersicht
| Qualifikationswettbewerb            | Datum                  | Ort          | Plätze | Qualifizierte Teams |
| ----------------------------------- | ---------------------- | ------------ | ------ | ------------------- |
| Gastgeber                           | 7. September 2013      | Buenos Aires | 1      | Japan               |
| Asienspiele 2018                    | 4.–10. August 2018     | Jakarta      | 1      | Kasachstan          |
| FINA World League 2019              | 18.–23. Juni 2019      | Belgrad      | 1      | Serbien             |
| Wasserball-Weltmeisterschaften 2019 | 12.–28. Juli 2019      | Gwangju      | 2      | Italien             |
| Wasserball-Weltmeisterschaften 2019 | 12.–28. Juli 2019      | Gwangju      | 2      | Spanien             |
| Panamerikanische Spiele 2019        | 26.–11. August 2019    | Lima         | 1      | Vereinigte Staaten  |
| Ozeanien Selektion                  | —                      | —            | 1      | Australien          |
| Afrika-Selektion                    | —                      | —            | 1      | Südafrika           |
| Wasserball-Europameisterschaft 2020 | 12.–26. Januar 2020    | Budapest     | 1      | Ungarn              |
| Olympia-Qualifikationsturnier       | 14.–21. Februar 2021 1 | Rotterdam    | 3      | Griechenland        |
| Olympia-Qualifikationsturnier       | 14.–21. Februar 2021 1 | Rotterdam    | 3      | Kroatien            |
| Olympia-Qualifikationsturnier       | 14.–21. Februar 2021 1 | Rotterdam    | 3      | Montenegro          |
| Gesamt                              | Gesamt                 | Gesamt       | 12     | 12                  |

### FINA World League 2019
Die Serbische Nationalmannschaft qualifizierte sich als bestplatzierte Mannschaft für die Spiele.
| Rang | Mannschaft |
| ---- | ---------- |
|      | Serbien    |
|      | Kroatien   |
|      | Australien |
| 4    | Spanien    |
| 5    | Ungarn     |
| 6    | Japan      |
| 7    | Kasachstan |
| 8    | Kanada     |

### Weltmeisterschaft 2019
Italien und Spanien qualifizierten sich als die besten beiden Teams für Tokio.
| Rang | Mannschaft         |
| ---- | ------------------ |
|      | Italien            |
|      | Spanien            |
|      | Kroatien           |
| 4    | Ungarn             |
| 5    | Serbien            |
| 6    | Australien         |
| 7    | Griechenland       |
| 8    | Deutschland        |
| 9    | Vereinigte Staaten |
| 10   | Montenegro         |
| 11   | Japan              |
| 12   | Südafrika          |
| 13   | Brasilien          |
| 14   | Kasachstan         |
| 15   | Südkorea           |
| 16   | Neuseeland         |

### Panamerikanische Spiele 2019
Bei den Panamerikanischen Spielen 2019 in Peru wurde ein Quotenplatz an die Vereinigten Staaten als Sieger dieses Turniers vergeben.
| Rang | Mannschaft         |
| ---- | ------------------ |
|      | Vereinigte Staaten |
|      | Kanada             |
|      | Brasilien          |
| 4    | Argentinien        |
| 5    | Kuba               |
| 6    | Puerto Rico        |
| 7    | Mexiko             |
| 8    | Peru               |

### Ozeanien Selektion
Australien wurde als Vertreter für Ozeanien ausgewählt.

### Afrika-Selektion
Südafrika wurde als Vertreter für Afrika ausgewählt.

### Asienspiele 2018
Der dem asiatischen Verband zustehende Quotenplatz sollte bei einem kontinentalen Qualifikationsturnier vom 12. bis 16. Februar 2020 ausgespielt werden. Wegen der Coronavirus-Epidemie wurde dieses jedoch abgesagt und die Fédération Internationale de Natation beschloss, den Startplatz an den Sieger der Asienspiele 2018 zu vergeben. Somit wird Kasachstan in Tokio am Turnier der Männer teilnehmen.

### Europameisterschaft 2020
An der Europameisterschaft 2020 in Ungarn spielten 16 Nationen um einen Quotenplatz, der dem Sieger des Turniers zustand. Diesen sicherte sich Ungarn, das im Finale Spanien mit 14:13 (1:3, 3:0, 2:2, 3:4, 5:4) nach Fünf-Meter-Schießen bezwang. Die fünf Teilnehmer aus Europa am Olympiaqualifikationsturnier in Rotterdam sind demnach: Montenegro, Kroatien, Griechenland, Russland und Gastgeber Niederlande (gesetzt). Deutschland und Georgien hoffen indes auf Nachrückerplätze für Teams aus Afrika (ein Platz) und Ozeanien (1. Platz Australien, 1 Platz frei), die noch je einen Startplatz in Rotterdam inne hätten, aber wohl Afrika wie auch Ozeanien (vermutlich aus Kosten- und Leistungsgründen) auf einen Start in Tokio verzichten wollen.
| Rang | Mannschaft   |
| ---- | ------------ |
|      | Ungarn       |
|      | Spanien      |
|      | Montenegro   |
| 4    | Kroatien     |
| 5    | Serbien      |
| 6    | Italien      |
| 7    | Griechenland |
| 8    | Russland     |
| 9    | Deutschland  |
| 10   | Georgien     |
| 11   | Rumänien     |
| 12   | Türkei       |
| 13   | Frankreich   |
| 14   | Slowakei     |
| 15   | Niederlande  |
| 16   | Malta        |

### Olympisches Qualifikationsturnier
Zusätzlich zu den kontinentalen Qualifikationswettbewerben wurden insgesamt zwei weitere Quotenplätze in einem olympischen Qualifikationsturnier vergeben. Dieses sollte ursprünglich vom 22. bis 29. März 2020 ausgetragen werden. Wegen der COVID-19-Pandemie wurde es jedoch verschoben. Das Turnier fand schließlich vom 14. bis zum 21. Februar 2021 in Rotterdam statt.
Die Qualifikation erfolgte über die kontinentalen Meisterschaften. Die Gruppenauslosung in Lausanne ergab folgende Gruppen:
| Gruppe A     | Gruppe B    |
| ------------ | ----------- |
| Georgien     | Kroatien    |
| Türkei       | Niederlande |
| Kanada       | Frankreich  |
| Brasilien    | Russland    |
| Montenegro   | Deutschland |
| Griechenland | Rumänien 2  |

Die letzten drei Quotenplätze für das olympische Turnier gingen an Montenegro, Griechenland und Kroatien.
| Rang | Mannschaft   |
| ---- | ------------ |
| 1    | Montenegro   |
| 2    | Griechenland |
| 3    | Kroatien     |
| 4    | Russland     |
| 5    | Niederlande  |
| 6    | Frankreich   |
| 7    | Georgien     |
| 8    | Kanada       |
| 9    | Rumänien     |
| 10   | Brasilien    |
| 11   | Deutschland  |
| DSQ  | Türkei       |

## Damen

### Übersicht
| Qualifikationswettbewerb            | Datum               | Ort          | Plätze | Qualifizierte Teams |
| ----------------------------------- | ------------------- | ------------ | ------ | ------------------- |
| Gastgeber                           | 7. September 2013   | Buenos Aires | 1      | Japan               |
| Asienspiele 2018                    | 4.–10. August 2018  | Jakarta      | 1      | China               |
| FINA World League 2019              | 4.–7. Juni 2019     | Budapest     | 1      | Vereinigte Staaten  |
| Wasserball-Weltmeisterschaften 2019 | 12.–28. Juli 2019   | Gwangju      | 1      | Spanien             |
| Panamerikanische Spiele 2019        | 26.–11. August 2019 | Lima         | 1      | Kanada              |
| Ozeanien Selektion                  | —                   | —            | 1      | Australien          |
| Afrika-Selektion                    | —                   | —            | 1      | Südafrika           |
| Wasserball-Europameisterschaft 2020 | 12.–26. Januar 2020 | Budapest     | 1      | ROC                 |
| Olympia-Qualifikationsturnier       | 17.–24. Januar 2021 | Triest       | 2      | Niederlande         |
| Olympia-Qualifikationsturnier       | 17.–24. Januar 2021 | Triest       | 2      | Ungarn              |
| Gesamt                              | Gesamt              | Gesamt       | 10     | 10                  |

### FINA World League 2019
Die Nationalmannschaft aus den Vereinigten Staaten qualifizierte sich als bestplatzierte Mannschaft für die Spiele.
| Rang | Mannschaft         |
| ---- | ------------------ |
|      | Vereinigte Staaten |
|      | Italien            |
|      | Niederlande        |
| 4    | Spanien            |
| 5    | Australien         |
| 6    | Ungarn             |
| 7    | Kanada             |
| 8    | China              |

### Weltmeisterschaft 2019
Spanien qualifizierten sich als die besten beiden Teams für Tokio.
| Rang | Mannschaft         |
| ---- | ------------------ |
|      | Vereinigte Staaten |
|      | Spanien            |
|      | Australien         |
| 4    | Ungarn             |
| 5    | Russland           |
| 6    | Italien            |
| 7    | Niederlande        |
| 8    | Griechenland       |
| 9    | Kanada             |
| 10   | Kasachstan         |
| 11   | China              |
| 12   | Neuseeland         |
| 13   | Japan              |
| 14   | Südafrika          |
| 15   | Kuba               |
| 16   | Südkorea           |

### Panamerikanische Spiele 2019
Bei den Panamerikanischen Spielen 2019 in Peru wurde ein Quotenplatz an die Vereinigten Staaten als Sieger dieses Turniers vergeben.
| Rang | Mannschaft         |
| ---- | ------------------ |
|      | Vereinigte Staaten |
|      | Kanada             |
|      | Brasilien          |
| 4    | Kuba               |
| 5    | Puerto Rico        |
| 6    | Mexiko             |
| 7    | Venezuela          |
| 8    | Peru               |

### Ozeanien-Selektion
Australien wurde als Vertreter für Ozeanien ausgewählt.

### Afrika-Selektion
Südafrika wurde als Vertreter für Afrika ausgewählt.

### Asienmeisterschaft 2019
Der dem asiatischen Verband zustehende Quotenplatz sollte bei einem kontinentalen Qualifikationsturnier vom 12. bis 16. Februar 2020 ausgespielt werden. Wegen der Coronavirus-Epidemie wurde dieses jedoch abgesagt und die Fédération Internationale de Natation beschloss, den Startplatz an den Sieger der Asienspiele 2018 zu vergeben. Somit wird China in Tokio am Turnier der Frauen teilnehmen.

### Europameisterschaft 2020
An der Europameisterschaft 2020 in Ungarn spielten 12 Nationen um einen Quotenplatz, der dem Sieger des Turniers zustand. Da Spanien als Weltmeister bereits qualifiziert war, erhielt Russland als Zweiter den Quotenplatz.
| Rang | Mannschaft   |
| ---- | ------------ |
|      | Spanien      |
|      | Russland     |
|      | Ungarn       |
| 4    | Niederlande  |
| 5    | Italien      |
| 6    | Griechenland |
| 7    | Frankreich   |
| 8    | Slowakei     |
| 9    | Israel       |
| 10   | Kroatien     |
| 11   | Deutschland  |
| 12   | Serbien      |

### Olympisches Qualifikationsturnier
Zusätzlich zu den kontinentalen Qualifikationswettbewerben wurden insgesamt zwei weitere Quotenplätze in einem olympischen Qualifikationsturnier vergeben. Dieses sollte ursprünglich vom 17. bis 24. März 2020 ausgetragen werden. Wegen der COVID-19-Pandemie wurde es jedoch verschoben. Das Turnier fand schließlich vom 19. bis 24. Januar 2021 in Triest statt.
Die Qualifikation erfolgte über die kontinentalen Meisterschaften. Die Gruppenauslosung in Lausanne ergab folgende Gruppen:
| Gruppe A    | Gruppe B     |
| ----------- | ------------ |
| Niederlande | Griechenland |
| Frankreich  | Ungarn       |
| Italien     | Israel       |
| Usbekistan  | Neuseeland   |
| Slowakei    | Kasachstan   |

Ungarn und die Niederlande sicherten sich die letzten zwei Quotenplätze für das olympische Turnier.
| Rang | Mannschaft   |
| ---- | ------------ |
| 1    | Ungarn       |
| 2    | Niederlande  |
| 3    | Griechenland |
| 4    | Italien      |
| 5    | Frankreich   |
| 6    | Kasachstan   |
| 7    | Israel       |
| 8    | Slowakei     |